# بلوط سیاه شرقی
بلوط سیاه (Quercus velutina) گونه ای از بلوط ،از گروه بلوط های قرمز (Quercus sect. Lobatae) است که بومی و گسترده در شرق و مرکز آمریکای شمالی است. گاهی اوقات به آن بلوط سیاه شرقی نیز گفته می شود.
قبلاً به دلیل وجود رنگدانه زرد در پوست داخلی آن، به بلوط سیاه، بلوط زرد می گفتند. این بلوط خویشاوند نزدیک بلوط سیاه کالیفرنیا (Quercus kelloggii) است که در غرب آمریکای شمالی یافت می شود.

## بلوط سیاه
اندازه: در بخش شمالی گستره‌ی پراکندگی‌اش، بلوط سیاه درختی نسبتا کوچک است و به ارتفاع ۲۰ تا ۲۵ متر و قطر ۹۰ سانتی‌متر می‌رسد. اما در جنوب و مرکز این گستره، اندازه‌ی بزرگ‌تری پیدا می‌کند و تا ارتفاع ۴۲ متر هم گزارش شده است.
برگ‌ها: برگ‌های بلوط سیاه به صورت متناوب روی شاخه قرار دارند و ۱۰ تا ۲۰ سانتی‌متر طول دارند. هر برگ ۵ تا ۷ لوب با نوک تیز دارد که با شیارهای عمیق به شکل U از هم جدا شده‌اند. سطح رویی برگ سبز تیره و براق است و سطح زیرین آن زرد مایل به قهوه‌ای است. در زیر برگ‌ها نیز دسته‌هایی از موهای ستاره‌ای شکل وجود دارد.  برخی از ویژگی‌های کلیدی برای شناسایی این است که برگ‌های رو به آفتاب، شیارهای U شکل بسیار عمیقی دارند و جوانه‌ها مخملی و پوشیده از موهای سفید هستند.
تولید مثل: بلوط سیاه تک پایه است. گل‌های نر از بغل برگ‌های سال قبل رشد می‌کنند و پیش از برگ‌های جدید یا همزمان با آن‌ها در ماه آوریل یا مه به صورت خوشه‌های آویزان ظاهر می‌شوند. گل‌های ماده در بغل برگ‌های سال جاری قرار دارند و ممکن است به صورت تنها یا به صورت خوشه‌های ۲ تا چند تایی باشند. میوه‌ی این درخت، بلوطی است که به صورت تکی یا خوشه‌ای از دو تا پنج عدد دیده می‌شود و حدود یک سوم آن در درون کاسه‌ای فلس‌دار قرار دارد و طی ۲ سال به بلوغ می‌رسد. بلوط‌های سیاه در زمان رسیدن قهوه‌ای رنگ هستند و بسته به موقعیت جغرافیایی، از اواخر مرداد تا اواخر مهر می‌رسند.
میوه: میوه یا بلوط این درخت، اندازه‌ی متوسط و شکلی پهن و گرد دارد. کلاهک آن بزرگ است و تقریبا نیمی از مغز را می‌پوشاند.

## زیستگاه و پراکندگی بلوط سیاه
بلوط سیاه در تمامی ایالت‌های ساحلی از مین تا تگزاس و به دورن خشکی تا میشگان, انتاریو, مینه سوتا, نبراسکا, کانزاس, اوکلاهما و شرق تگزاس یافت می‌شود.
این درخت در تمامی جهات و شیب‌ها رشد می‌کند، اما بهترین مکان برای آن دره‌ها و دامنه‌های میانی و پایینی با جهت شمالی و شرقی است. در نواحی جنوبی آپالاش، تا ارتفاع ۱,۲۰۰ متری (۳,۹۰۰ فوت) یافت می‌شود. در بخش جنوبی نیوانگلند، بلوط سیاه در خاک‌های خنک و مرطوب رشد می‌کند، در حالی که در دیگر مناطق خاک‌های گرم و مرطوب را ترجیح می‌دهد. گسترده‌ترین خاک‌هایی که بلوط سیاه در آن‌ها رشد می‌کند، udalfs و udolls هستند. این خاک‌ها از مواد یخبندانی، ماسه سنگ، شیل و سنگ آهک به وجود آمده‌اند و از خاک رس سنگین تا ماسه لومی متغیر هستند و برخی از آن‌ها حاوی مقدار زیادی قطعات سنگ یا چرت هستند. بلوط سیاه در خاک‌های با زهکشی مناسب، از لای سیلتی تا لومی، بهترین رشد را دارد.
در نزدیکی محدوده پراکندگی آن، عوامل توپوگرافی ممکن است گستره‌ی جغرافیایی آن را محدود کنند. در محدوده‌های غربی، بلوط سیاه اغلب فقط در جهت‌های شمالی و شرقی یافت می‌شود، جایی که شرایط رطوبتی مطلوب‌تر است. در جنوب مینه سوتا و ویسکانسین، معمولاً فقط در قله‌های تپه‌ها و دامنه‌های رو به جنوب و غرب یافت می‌شود.

## بوم‌شناسی بلوط سیاه

### گونه‌های گیاهی مرتبط:
درختان بزرگ رایج که با بلوط سیاه همراه هستند عبارتند از: بلوط سفید (Quercus alba)، بلوط قرمز شمالی (Quercus rubra)، پیکن شفتالی (Carya glabra)، پیکن گردویی (C. tomentosa)، پیکن تلخ (C. cordiformis)، پیکن پوست‌کاغذی (C. ovata)، نارون آمریکایی (Ulmus americana) و نارون لغزنده (U. rubra)، زبان گنجشک سفید (Fraxinus americana)، گردوی سیاه (Juglans nigra) و گردوی خاکستری (J. cinerea)، بلوط قرمز شگرفی (Quercus coccinea)، بلوط قرمز جنوبی (Q. falcata) و بلوط چین‌کاپین (Q. muehlenbergii)، افرای قرمز (Acer rubrum) و افرای قندی (A. saccharum)، گیلاس سیاه (Prunus serotina) و آلوسیاه (Nyssa sylvatica).
درختچه‌های رایجی که با بلوط سیاه همراه هستند شامل: زغال اخته (Vaccinium spp.)، گل لادن کوهی (Kalmia latifolia)، فندق افسونگر (Hamamelis virginiana)، فندق نوک‌دار (Corylus cornuta)، خال‌بوته (Lindera benzoin)، سماق (Rhus spp.) و ویژ (Viburnum spp.) هستند. رایج‌ترین تاک‌ها نیز سمیلاکس (Smilax spp.)، مو (Vitis spp.)، پیچک سمی (Toxicodendron radicans) و پاپیتال پنج برگ (Parthenocissus quinquefolia) هستند.
بلوط سیاه اغلب گونه‌ی غالب در سایبان جنگل‌های بلوط-خاک‌زی است.

### تولید و انتشار بذر:
در جنگل‌ها، بلوط سیاه از حدود ۲۰ سالگی شروع به تولید بذر می‌کند و در ۴۰ تا ۷۵ سالگی به حداکثر تولید می‌رسد. این درخت تولیدکننده‌ی ثابتی است که هر ۲ تا ۳ سال یکبار محصول خوبی از بلوط به تولید میکند. در ایالت Misuri، تعداد متوسط بلوط‌های رسیده در هر درخت به طور کلی در یک دوره‌ی پنج ساله بالاتر از سایر بلوط‌ها بود، اما تعداد بلوط‌ها از سال به سال و از درختی به درخت دیگر در همان درختستان بسیار متفاوت بود.
حتی در سال‌های خوب بذر، تعداد بذری که برای بازسازی بلوط سیاه در دسترس قرار می‌گیرد ممکن است کم باشد. حشرات، سنجاب‌ها، گوزن‌ها، بوقلمون، جوندگان کوچک و پرندگان بسیاری از بلوط‌ها را مصرف می‌کنند. آن‌ها می‌توانند در اکثر سال‌ها درصد بالایی از محصول بلوط را بخورند و یا به آن آسیب برسانند و در سال‌های ضعیف تولید بذر، تقریباً تمام آن را از بین ببرند.
بلوط‌های سیاه یک درخت توسط سنجاب‌ها، موش‌ها و نیروی گرانش در یک منطقه‌ی محدود پراکنده می‌شوند. زاغ کبود ممکن است آن‌ها را در مسافت‌های طولانی‌تری پخش کند.

## عوامل آسیب‌رسان به بلوط سیاه

### آتش‌سوزی‌های جنگلی
آتش‌سوزی‌های جنگلی با از بین بردن لایۀ رشد (cambium) در پایه‌ی درختان بلوط سیاه به آن‌ها آسیب جدی وارد می‌کنند. این کار نقطه‌ی ورود قارچ‌های پوسیدگی را ایجاد می‌کند. در نتیجه به دلیل پوسیدگی درونی، حجم چوب قابل استفاده کاهش می‌یابد. درختانی که قطر کمتری دارند به راحتی در اثر آتش سوزی از بین می‌روند و آتش‌سوزی‌های شدید حتی ممکن است درختان قابل بهره‌برداری را نیز از بین ببرند. بسیاری از درختان از بین رفته جوانه می‌زنند و درختستان جدیدی را تشکیل می‌دهند، با این حال خسارت اقتصادی ممکن است زیاد باشد، مگر اینکه بتوان حداقل بخشی از آن را بازیابی کرد.

### پژمردگی بلوط
پژمردگی بلوط (Oak wilt) که یک بیماری عروقی بالقوه جدی است، در سراسر شرق ایالات متحده به طور گسترده وجود دارد و گونه‌ی سیاه بلوط را نیز تحت تاثیر قرار می‌دهد. درختان چند هفته پس از ظهور اولین علائم بیماری، از بین می‌روند. معمولاً افراد پراکنده یا گروه‌های کوچکی از درختان از بین می‌روند، اما مناطقی به وسعت چند هکتار نیز ممکن است تحت تأثیر قرار بگیرند. این بیماری از طریق پیوند ریشه‌ها بین درختان و در مسافت‌های بیشتر توسط سوسک‌های مکنده‌ی شیره‌ی درخت (Nitidulidae) و سوسک کوچک پوست بلوط منتشر می‌شود.

### پوسیدگی ریشه کفش‌بند
پوسیدگی ریشه کفش‌بند (Shoestring root rot) به بلوط سیاه حمله می‌کند و ممکن است درختانی را که در اثر آتش‌سوزی، صاعقه، خشکسالی، حشرات یا سایر بیماری‌ها ضعیف شده‌اند، از بین ببرد. پوسیدگی ریشه دیگری به نام فایتوفتورای سینامومی نیز ممکن است باعث مرگ نهال‌ها در مهدکاشت شود.

### گودشدگی تنه
گودشدگی‌های ناشی از گونه‌های Strumella و Nectria به تنه‌های بلوط سیاه آسیب می‌رسانند، اما به ندرت باعث مرگ درخت می‌شوند. بیماری‌های برگ که به بلوط سیاه حمله می‌کنند همان‌هایی هستند که معمولا گونه‌های گروه بلوط‌های قرمز را تحت تاثیر قرار می‌دهند و شامل گموز (Gnomonia quercina)، تاول برگ (Taphrina spp.)، سفیدک پودری (Phyllactinia corylea و Microsphaera alni)، زنگ قارچی بلوط-کاج (Cronartium spp.) و لكه‌برگ‌ها (Actinopelte dryina) می‌شوند.

### حشرات سوراخ‌کننده‌ی تنه
حشرات سوراخ‌کننده‌ی تنه که به تنه‌های بلوط سیاه حمله می‌کنند و باعث کاهش شدید ارزش چوب می‌شوند، عبارتند از کرم نجار (Prionoxystus robiniae)، کرم سرخرنگی بلوط قرمز (Enaphalodes rufulus)، کرم قرمزی دوخط (Agrilus bilineatus)، کرم چوب بلوط (Arrenodes minutus) و سوسک چوب کلمبیایی (Corthylus columbianus).

### کرم gypsy moth
کرم gypsy moth (Lymantria dispar) از برگ‌ها تغذیه می‌کند و بالقوه مخرب‌ترین حشره است. اگرچه بلوط‌های سیاه یک نوبت برگ‌خواری را تحمل می‌کنند، اما دو یا سه نوبت برگ‌خواری در سال‌های متوالی بسیاری از درختان را از بین می‌برد. سایر برگ‌خوارهایی که به بلوط سیاه حمله می‌کنند و گاهی اوقات ممکن است به صورت همه‌گیر درآیند، کرم برگ بلوط متغیر (Heterocampa manteo)، کرم نارنجی راه‌راه بلوط (Anisota senatoria) و کرم قهوه‌ای دم‌پر (Euproctis chrysorrhoea) هستند.

### سایر عوامل آسیب‌رسان
سوسک‌های فندقه (Curculio spp.)، زنبورهای کیسه‌ساز برگ بلوط (Callirhytis spp.)، کرم فندق (Melissopus latiferreanus) و کرم بلوط (Valentinia glandulella) نیز به بلوط‌های سیاه آسیب می‌رسانند.